# 백마스킹

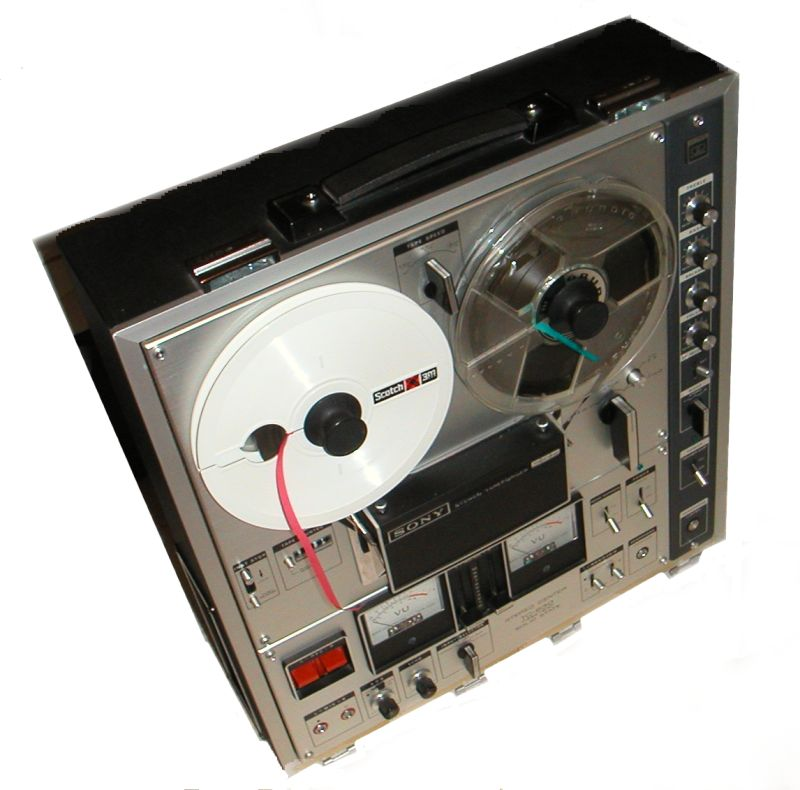

백마스킹(Backmasking)은 어떤 소리나 메시지를 재생 반대 방향으로 녹음하는 것을 말한다. 반대 순서로 말을 하는 것은 우연일 수 있지만, 백마스킹은 의도적인 과정이다. 백워드 마스킹(Backward Masking)으로 잘못 알려져 있기도 하다.

## 역사
백마스킹을 최초로 사용한 것은 비틀즈이다. 1966년에 발표한 싱글 <Rain>을 통해서였다, 뒤이어 1966년 발매된 음반《Revolver》에서도 그런 기법을 사용하였다. 그 뒤로 예술적, 유희적, 풍자적인 효과로 이용되어 왔다. 이 기술은 특정한 단어나 구절을 숨기기 위해 이용되기도 했다.
백마스킹은 1980년대 이후로 논란이 되어 왔다. 특히 일부 기독교인들이 록 음악에 사탄의 메시지가 들어 있다고 했기 때문이다. 그래서 미국에서는 백마스킹에 반대하는 법안이 제안되기도 했다. 백마스킹 메시지가 존재하는가 하는 것부터, 듣는 사람에게 어떤 영향을 끼치는가 하는 것이 논란거리이다.

### 한국에서의 백마스킹
대한민국에서는 서태지와 아이들의 음반 등에 백마스킹 ㅊ리되어 있다는 논란이 있었다.
한편, 2001년에 발매된 김현정의 4집 음반 《Wild Beauty》의 타이틀곡인 〈떠난 너〉에는 "안녕하십니까? 가수 김현정입니다. 이번 앨범 죽을 힘을 다해 만들었습니다. MP3 다운받지 말고 제발 사주세요."라는 김현정의 메시지가 백마스킹 처리된 채로 등장하는데, 김현정 본인도 이를 인정한 바 있다. 또한, 2009년에 발매된 국카스텐의 1집 《Guckkasten》의 수록곡 〈Faust〉에는 중간에 전혀 알아들을 수 없는 부분이 삽입되었는데, 국카스텐의 보컬 하현우는 의도적인 백마스킹이며, 어느 시의 구절을 읊은 것이라고 밝혔다.
또한 마마무의 노래 중에서도 백마스킹을 사용한 곳을 볼 수 있는데, 노래 NEW YORK중 2분 20초경 삽입된 목소리를 백마스킹 해보면 '무무야 사랑해'라는 화사의 목소리를 들을 수 있다.

## 같이 보기
- 교실이데아 소동